# Robyn Ah Mow
Robyn Mokihana Ah Mow-Santos (Honolulu, 15 settembre 1975) è un'ex pallavolista statunitense.
Giocava nel ruolo di palleggiatrice.

## Carriera
Robyn Ah Mow, conosciuta anche come Ah Mow-Santos, inizia la sua carriera nel 1993, con la sua squadra della University of Hawaii at Manoa. Durante il periodo universitario ha disputato solo una volta la finale della NCAA Division I, al suo ultimo anno nel 1996, perdendo contro la Stanford University.
Al termine dell'università, Robyn si dedica esclusivamente alla nazionale, ricevendo la prima convocazione ufficiale solo nel 1999, anno in cui ha vinto la medaglia d'argento al Campionato nordamericano.
Nel 2000 va a giocare in Portogallo per il Castêlo da Maia Ginásio Clube, con cui vince il campionato portoghese. Nel 2001 con la nazionale vince la medaglia d'oro al World Grand Prix e al Campionato nordamericano, venendo premiata in entrambe le occasioni come miglior palleggiatrice. Nella stagione 2001-2002 viene ingaggiata dalla Joy Volley Vicenza, con cui vince la Supercoppa italiana.
Al termine della stagione in Italia, si ferma per una gravidanza fino a marzo del 2003. Pochi mesi dopo torna in campo con la nazionale, con cui vince nuovamente la medaglia d'oro al Campionato nordamericano, dove viene premiata come miglior palleggiatrice, e la medaglia di bronzo alla Coppa del Mondo. Nel 2004 resta per l'intera stagione ad allenarsi in nazionale, con cui ottiene il terzo posto al World Grand Prix ed il secondo posto al Montreux Volley Masters. Nel 2005 vince la terza medaglia d'oro al Campionato nordamericano e la medaglia d'argento alla Grand Champions Cup.
Nel 2005 va a giocare in Svizzera al Volleyballclub Voléro Zürich, con cui vince tre edizioni sia del campionato svizzero che della Coppa di Svizzera e si aggiudica anche una Supercoppa svizzera. In questo periodo con la nazionale vince l'argento al Campionato nordamericano 2007, il bronzo alla Coppa del Mondo 2007 e soprattutto la medaglia d'argento olimpica a Pechino 2008, ritirandosi dalla nazionale al termine dell'evento. Nel 2009, terminata la stagione col Voléro Zürich, si ritira dalla pallavolo giocata.

## Palmarès

### Club
- Campionato portoghese: 1

2000-01
- Supercoppa italiana: 1

2001
- Campionato svizzero: 3

2005-06, 2006-07, 2007-08
- Coppa di Svizzera: 3

2005-06, 2006-07, 2007-08
- Supercoppa svizzera: 1

2006

### Nazionale (competizioni minori)
- Montreux Volley Masters 2004

### Premi individuali
- 2001 - World Grand Prix: Miglior palleggiatrice
- 2001 - Campionato nordamericano: Miglior palleggiatrice
- 2003 - Campionato nordamericano: Miglior palleggiatrice
- 2006 - Coppa panamericana: Miglior palleggiatrice